# たたりもっけ
たたりもっけまたは祟りもっけ、タタリモッケは、青森県などに伝わる怪異。

## 嘉瀬村の「たたりもっけ」
北津軽郡嘉瀬村（現・五所川原市）では、死んだ嬰児の死霊を「たたりもっけ」と呼び、こうした魂はフクロウに宿ることもあるという。そのため、フクロウのホーホーという声は死んだ嬰児の泣き声といい、子供を亡くした家はフクロウを大事にしたという説もある。
かつての日本では、生まれて間もない嬰児は人間とは認められていなかったために、死んだ嬰児は墓ではなく家の周囲に埋めたことが多々あり、そうしたものの霊の内でも祟りのないものは座敷童子と見なされ、祟りのあるものをたたりもっけと呼んだとする見方もある。

## 北・西津軽郡の「たたりもっけ」
青森県北津軽郡や西津軽郡では、人が惨たらしい手口で殺された後、その者の加害者に対する怨みによって、加害者個人のみならず、加害者の住む家全体が祟りに遭うことをたたりもっけという。祟られた家では怪火や怪音などが頻発し、家人が病気になったり、ときには一家全滅に追いやられ、さらにその後の何代もにわたって祟りが及ぶという。
民俗学者・内田邦彦は、たたりもっけに「祟り蛙」の漢字表記を当て、「蛙」を嬰児の意味とし、この地方では嬰児を「もけ」ということや、かつて貧しさからの堕胎や子殺しの風習が盛んであったことから、たたりもっけを死んだ嬰児の祟りとしている。この例として岩手県では、ある死んだ嬰児が葬式も挙げられずに川端に埋められ、そこから人魂が現れるようになり、そこを通った者が石につまづいたり、変な気持ちになったりするといわれ、たたりもっけの仕業とされていた。

### 事例
民俗資料においては、以下のような事例が報告されている。
- その昔、北津軽郡飯詰村（現・五所川原市）で凶作の折に、村の畑が荒らされた。ある村人が、さえこという女の家に悪戯でその畑の作物を置いておいたところ、役人がそれを見つけ、さえこは畑を荒らした罪を着せられて死罪となり、淵に沈められた。後に、さえこを陥れた村人は、家人ともども死に絶えた。さえこの沈められた淵は田となったが、田植えをしようとすると常に雨が降り、さえこ田と呼ばれた。後にその場所は宅地となったが、そこに建てた家では病人や怪我人が絶えなかった[5]。
- 天明の大飢饉の年。ある者が土地の博労を殺して金を奪い、罪の発覚を恐れてその妹を殺した。以来、博労たちを殺した者の家では精神を患った者が多く生まれるようになった。大正時代に至るまで、家人は精神を患うようになり、天明時代以来の長きにわたる祟りといわれた[5]。

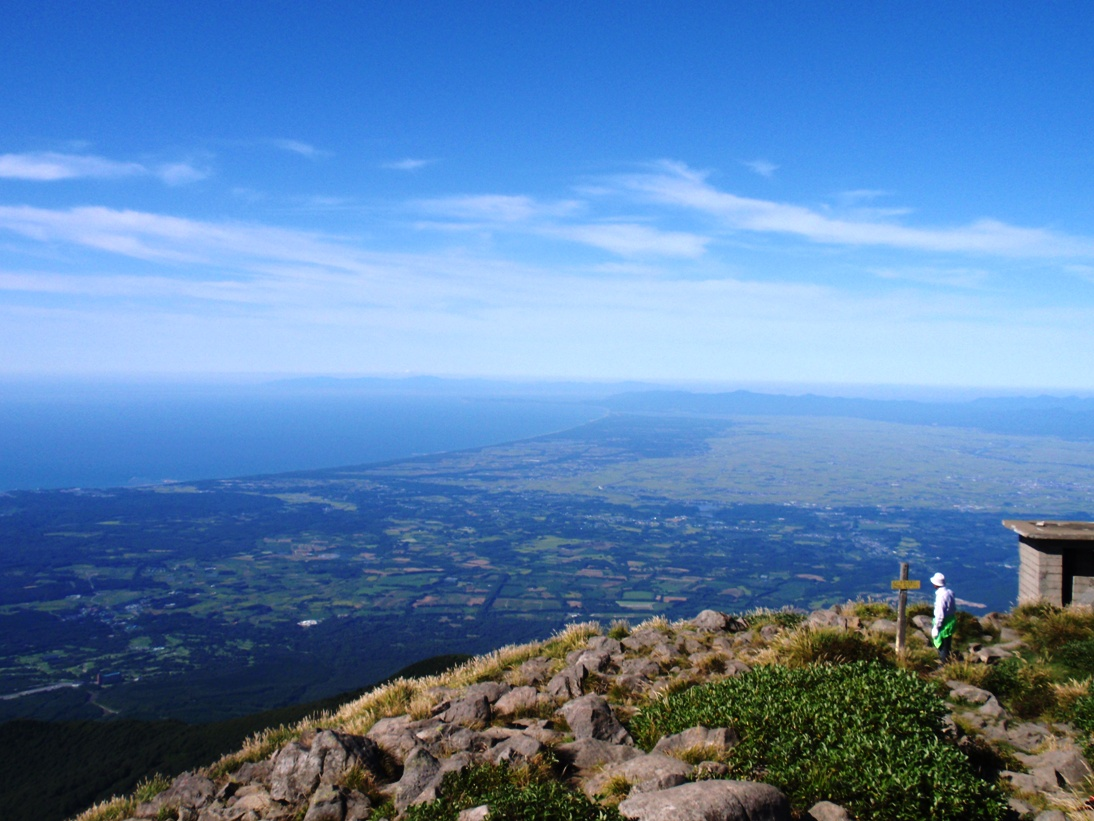
津軽半島西海岸

- 七里長浜（津軽半島の日本海側の海岸）は、かつて難破船が多く流れ着いており、村人が生き残りの船乗りを殺して金品を奪うことが多く、その殺された者がたたりもっけになるといわれた。ある難破船の船頭を村人の1人が殺したところ、殺された船頭の墓石の文字が年々はっきりと浮かび上がり、殺した村人の家では代々、家人が盲目となったり、女が子供を産むときに死んだりして、殺された船乗りのたたりもっけといわれた[5]。

### 類話
享保時代の怪談集『太平百物語』に「女の執心永く恨みを報いし事」と題し、同様に無念の死を遂げた者の怨霊が家を祟る話があり、民俗学者・池田彌三郎の著書において類話として紹介されている。
ある富豪の家で、主人が召使の女に罪をかぶせて殺した。女は死の間際、この家が続く限り怨みを晴らすと言い放った。
まず、家の主人が女の霊の取り憑かれて死んだ。その息子は、災いを逃れようと仏神に祈ったが、それでも霊が憑いた。彼は死の間際に、息子の小佐衛門に「自分は祟り死ぬが、お前は災いを逃れるため、より仏神を信じ、貧しい者に慈悲を与えよ」と言い残して死んだ。
小佐衛門は父の教えを守って暮していたが、父の一周忌が済んだ頃、家中の床や壁が血だらけとなった。小佐衛門は家来に拭き取るよう命じたが、家来には血など見えなかった。小佐衛門が「こんなに大量の血が見えないのか」と怒るので、家来たちは「あの女の祟りだ」と恐れた。
やがて家の食器も血だらけとなったため、小佐衛門は食事もろくにとれずに痩せ衰え、1年ほどで命を落とした。子供がいなかったため、家は断絶した。女の執念によってこの家は根絶やしにされたということである。